# Maria Teresa Poniatowska

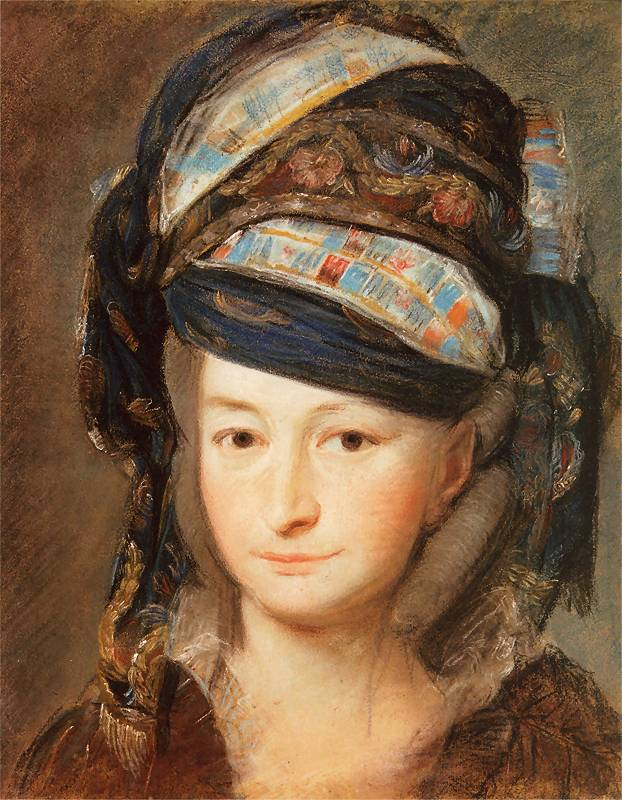
Gemalt von Kazimierz Wojniakowski um 1797

Maria Teresa Poniatowska (auch aria Teresa Antonina Józefina z Poniatowskich Tyszkiewiczowa; * 28. November 1760 in Wien; † 2. Februar 1834 in Tours) war eine polnisch-litauische Fürstin.

## Leben
Maria Teresa Poniatowska wurde als Tochter von Andreas von Poniatowski, dem Bruder des späteren polnischen Königs Stanislaus August Poniatowski, und Theresa Kinsky von Wchinitz und Tettau geboren. Der Maréchal d’Empire Józef Antoni Poniatowski war ihr jüngerer Bruder. Die Kaiserin Maria Theresia war ihre Taufpatin. Nach dem frühen Tod ihres Vaters übernahm ihr Onkel Stanislaus August Poniatowski die Vormundschaft. Mit achtzehn Jahren heiratete sie den Referendarius Lithuaniae Wincenty Tyszkiewicz. Die Eheleute trennten sich jedoch bald und die Ehe blieb kinderlos. Maria Teresa ging nach Frankreich, wo sie über 30 Jahre lang eine Beziehung mit Charles-Maurice de Talleyrand-Périgord führte.